# Война супника
«Война супника» («Война из-за котелка с супом» — нидерл. Keteloorlog или Marmietenoorlog) — военное противостояние между войсками нидерландской Республики Соединённых провинций и Священной Римской империей 8 октября 1784 года. Конфликт получил такое название, потому что единственный выстрел, сделанный на этой войне, уничтожил только супник с супом.

## Предыстория

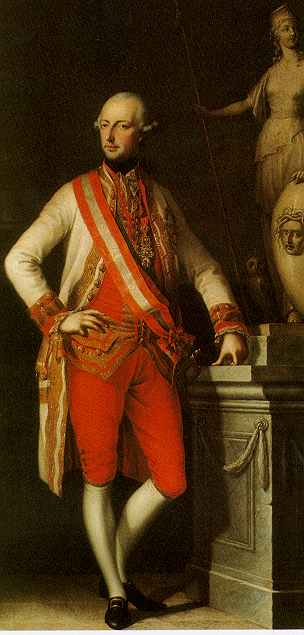
Иосиф II, инициатор войны

После Нидерландской революции северные провинции Нидерландов создали собственную республику, в то время как южные (ныне — Бельгия и Люксембург) остались в составе Испании. В 1585 году Северные Нидерланды установили барьеры в устье реки Шельда, так что торговые суда больше не могли достичь портов Антверпена и Гента. Это дало огромный импульс для развития экономики Северных Нидерландов (особенно Амстердама), но южные города сильно пострадали от потери их удобного для торговли положения.
Блокирование движения кораблей на Шельде было подтверждено Вестфальским мирным договором в 1648 году, подписанным испанской стороной. После Войны за испанское наследство, в 1714 году, Испанские Нидерланды были переданы Австрии.
Дипломатическая революция 1756 года привела к тому, что Австрия, включая и Австрийские Нидерланды, стала союзницей Франции. Пруссия, бывший союзник Франции, вступила в союз с Англией. Это сенсационное по тем временам изменение обессмыслило все прежние стратегические предположения и планы. Ранее предполагалось, что Южные Нидерланды будет служить барьером между Республикой Соединённых провинций и Францией, а безопасность республики зависит от тесных связей с Австрией и Великобританией. Теперь же для голландцев было тем более выгоднее оставаться нейтральной стороной и не вмешиваться в конфликты между Англией и Францией, а также Австрией и Пруссией.

## События
В 1784 году император Священной Римской империи Иосиф II потребовал беспрепятственного прохождения кораблей через устье Шельды. Это требование было поддержано Англией. Однако Франция поддержала голландцев. Хотя армия Австрийских Нидерландов была оснащена не очень хорошо, не имела артиллерии и системы снабжения, Иосиф II решил угрожать войной, будучи убеждён в том, что голландцы не посмеют сопротивляться. Он отправил три корабля (в том числе торговое судно Le Louis с императорским флагом) по Шельде из Антверпена по направлению к её устью.
8 октября 1784 года голландский военный корабль Dolfijn был отправлен для перехвата имперских кораблей. После единственного пушечного выстрела, который попал в супник на палубе, экипаж Le Louis сдался.
30 октября Иосиф II объявил войну Республике Соединённых Провинций.
Австрийские войска вторглись на голландскую территорию и заняли старую крепость в Лилло (ныне — часть Антверпена), в то время используемую в качестве огорода. Они разрушили дамбы, что привело к наводнению на большой территории с человеческими жертвами.

## Итоги
Как следствие этого короткого боя и при посредничестве Франции, переговоры были вновь открыты между странами. Это привело к заключению в 1785 году Фонтенблосского договора. Было решено, что Шельда будет закрыта для судоходства, но Южные Нидерланды получат за это компенсацию. По приблизительным оценкам Республика заплатила два миллиона гульденов (по другим источникам — десять миллионов гульденов).
Движение по реке было открыто в 1792 году, но Нидерланды брали за это пошлину вплоть до 1863 года, даже после того как Бельгия обрела независимость.